# Mike Kluge
Mike Kluge (Berlijn, 25 september 1962) is een Duits voormalig wielrenner. 

## Biografie
Kluge was professioneel wielrenner van 1988 tot 1998. Hij was meervoudig Duits kampioen veldrijden bij zowel de amateurs als de profs. Als amateurveldrijder werd hij tweemaal wereldkampioen (1985 en 1987) en als prof behaalde hij de WK-titel in 1992. Een jaar later werd hij nog eens tweede op het WK.
Kluge was ook actief als mountainbiker. In 1990 werd hij eindwinnaar in de wereldbeker. Kluge nam in 1996 deel aan de olympische mountainbikerace, die in Atlanta voor het eerst op het olympisch programma stond. Hij stapte voortijdig af in die wedstrijd, die werd gewonnen door de Nederlander Bart Brentjens.
Bij het begin van het veldritseizoen 2005/2006 werd hij ploegleider bij het "Team FOCUS" waar ook zijn levenspartner Hanka Kupfernagel reed. Sinds december 2005 is Kluge bovendien actief als UCI-functionaris.
In de Tour de France van 2007 verzorgde Kluge samen met Timon Saatmann het commentaar bij die wedstrijd voor de Duitse tv-zender Sat.1.

## Belangrijkste successen
Als amateur:
- Berlijns jeugdkampioen cyclocross 1978
- Berlijns jeugdkampioen cyclocross 1979
- Winnaar van de Rollberg wegwedstrijd in Berlijn 1980
- Eindwinnaar in de Ronde van Sleeswijk-Holstein 1983
- Etappewinnaar in de Ronde van Rijnland-Palz 1983
- Duits kampioen cyclocross 1984, 1985, 1986, 1987 en 1988
- Wereldkampioen cyclocross in München 1985
- Wereldkampioen cyclocross in Mladá Boleslav 1987

Bij de profs:
- Duits kampioen cyclocross 1989, 1990, 1991, 1992, 1993 en 1996
- Wereldkampioen cyclocross 1992
- 2e bij het wereldkampioenschap cyclocross 1993
- Duits kampioen cross country: 1993 en 1996
- 2e bij het Duits kampioenschap cross country 1997
- Eindwinnaar in de wereldbeker cross country 1990